# Vegesacker Junge

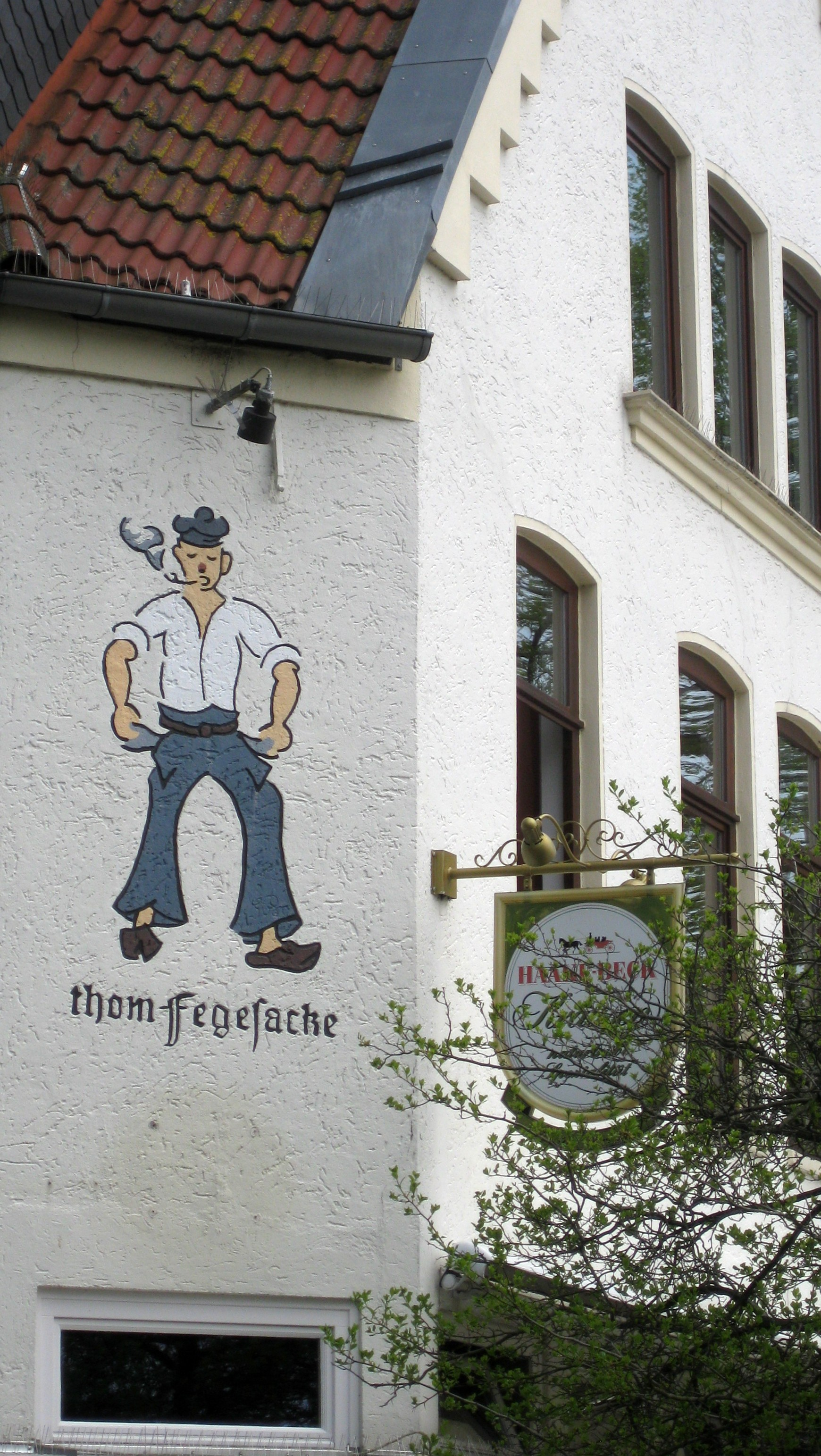
Der Vegesacker Junge mit geleerten Taschen am Haus der Gastwirtschaft Zum Vegesacker Jungen

Der Vegesacker Junge ist die Symbolfigur für den Ort Vegesack. Er stellt einen Matrosen dar, der kein Geld mehr hat, weil er alles in den Hafenkneipen Vegesacks ausgegeben hat. Ein Erklärungsansatz des Namens Vegesack geht auf diese Tatsache zurück: Wenn man sein Geld in den Kneipen ausgibt, ist der Sack (die Geldbörse) leer gefegt: Fege-Sack.

## Geschichte
Der Ursprung soll auf Werner Wittgenstein zurückgehen, der von 1915 bis 1933 Stadtdirektor bzw. Bürgermeister der damals selbständigen bremischen Stadt Vegesack war. Wittgenstein hatte die Idee des Vegesacker Jungen als eines ironischen Sinnbilds für den Ortsnamen der Stadt.

## Wandbild
Am Platz Utkiek in der Nähe des Vegesacker Hafens befindet sich ein Wandbild des Vegesacker Jungen an der gleichnamigen Gastwirtschaft Zum Vegesacker Jungen.

## Relief

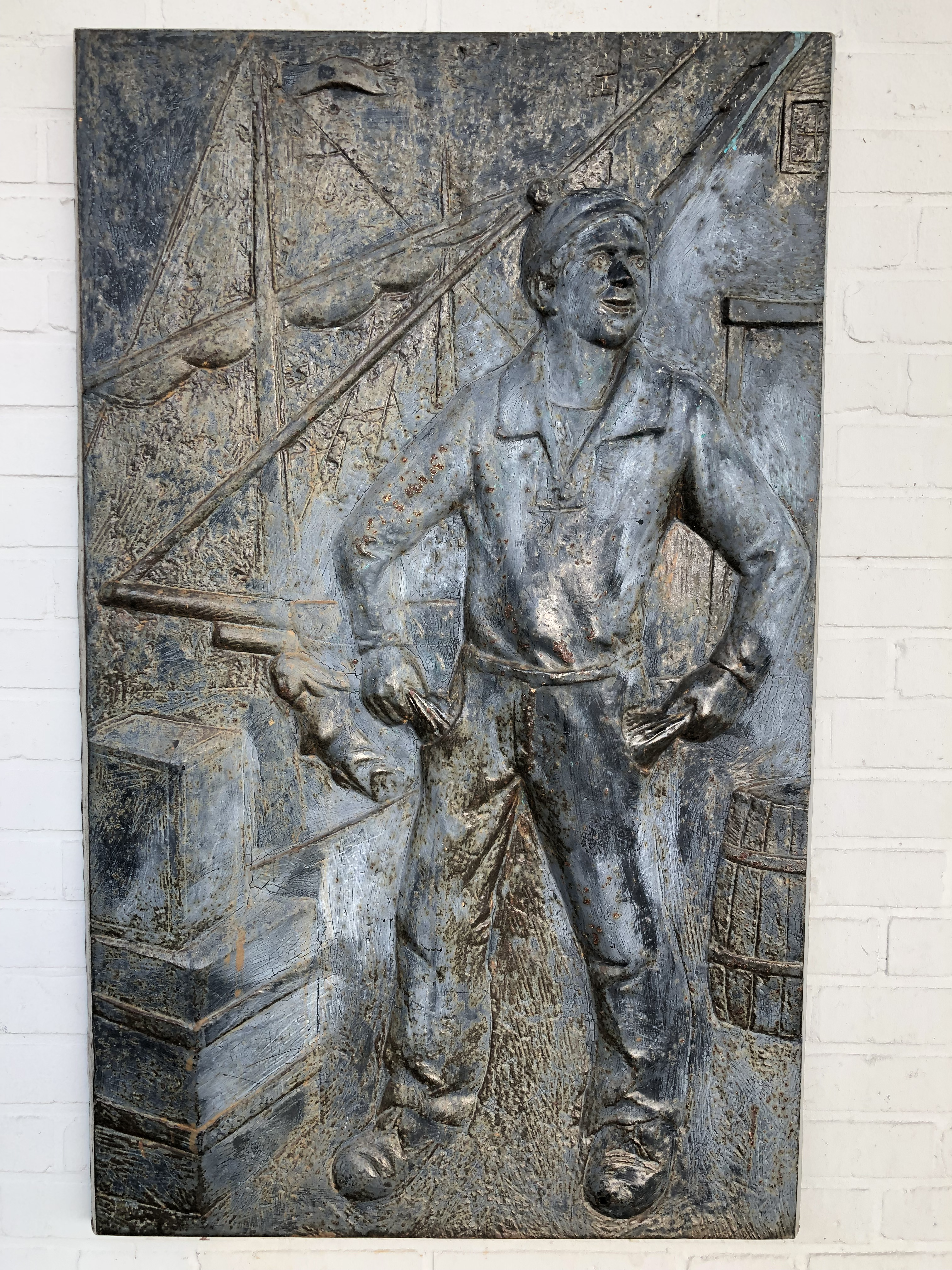
Relief des Vegesacker Jungen an der Signalstation in Vegesack

Das Relief ist im Jahre 1992 in der Gießerei der Schiffswerft Bremer Vulkan in Bronze gegossen worden. Es befindet sich an der Signalstation an der Maritimen Meile.

## Skulptur

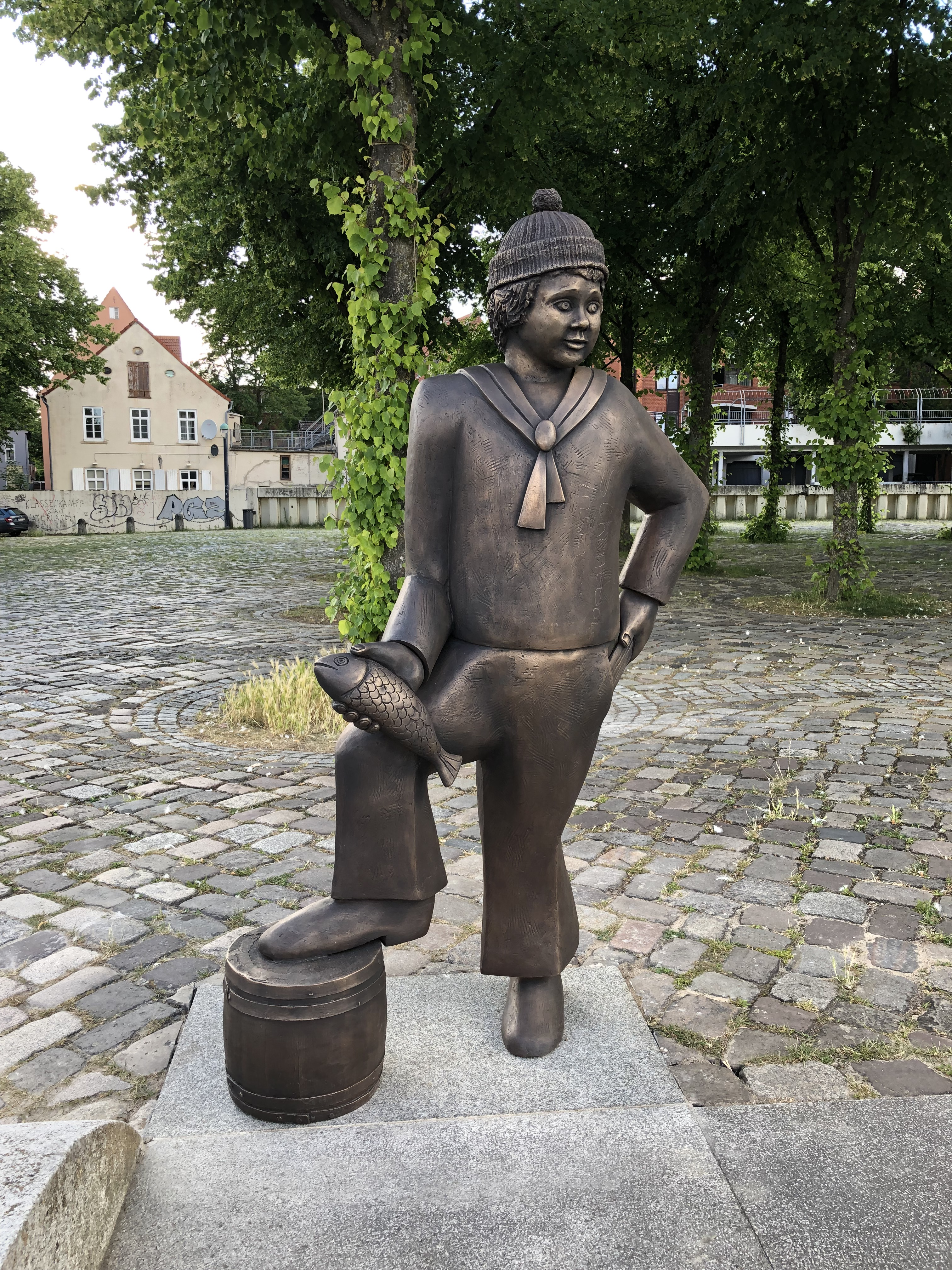
Bronze-Skulptur Vegesacker Junge am Vegesacker Hafen

Zum 400. Geburtstag des Vegesacker Hafens wurde vom Bildhauer Thomas Recker eine Bronze-Skulptur des Vegesacker Jungen erstellt. Diese wurde am 18. Juni 2022 im Vegesacker Hafenwald feierlich enthüllt.

## Repräsentantenamt
Seit 1956 repräsentieren junge Männer als Vegesacker Junge den Stadtteil bei offiziellen Anlässen. Dazu gehören der Vegesacker Neujahrsempfang, der Herbstmarkt, die Eröffnung der Matjes-Saison und das Festival Maritim. Zu Beginn wurde die Rolle von einem jungen Mann übernommen, ab 1991 war die Position mit zwei Vertretern besetzt, und seit 2021 sind es drei. Der Förderkreis Vegesacker Junge wählt alle vier Jahre junge Männer zwischen 18 und 28 Jahren, die das Maskottchen zu Marketingzwecken verkörpern. Kritik gab es, dass es keine Vegesacker Deern gibt.